# Бабаюрт
Бабаю́рт (кум. Бабав-юрт) — село, административный центр Бабаюртовского района Дагестана.
Образует сельское поселение село Бабаюрт как единственный населённый пункт в его составе.

## Географическое положение
Расположено на Кумыкской плоскости на федеральной трассе Астрахань-Махачкала, в 90 километрах к северо-западу от города Махачкала.

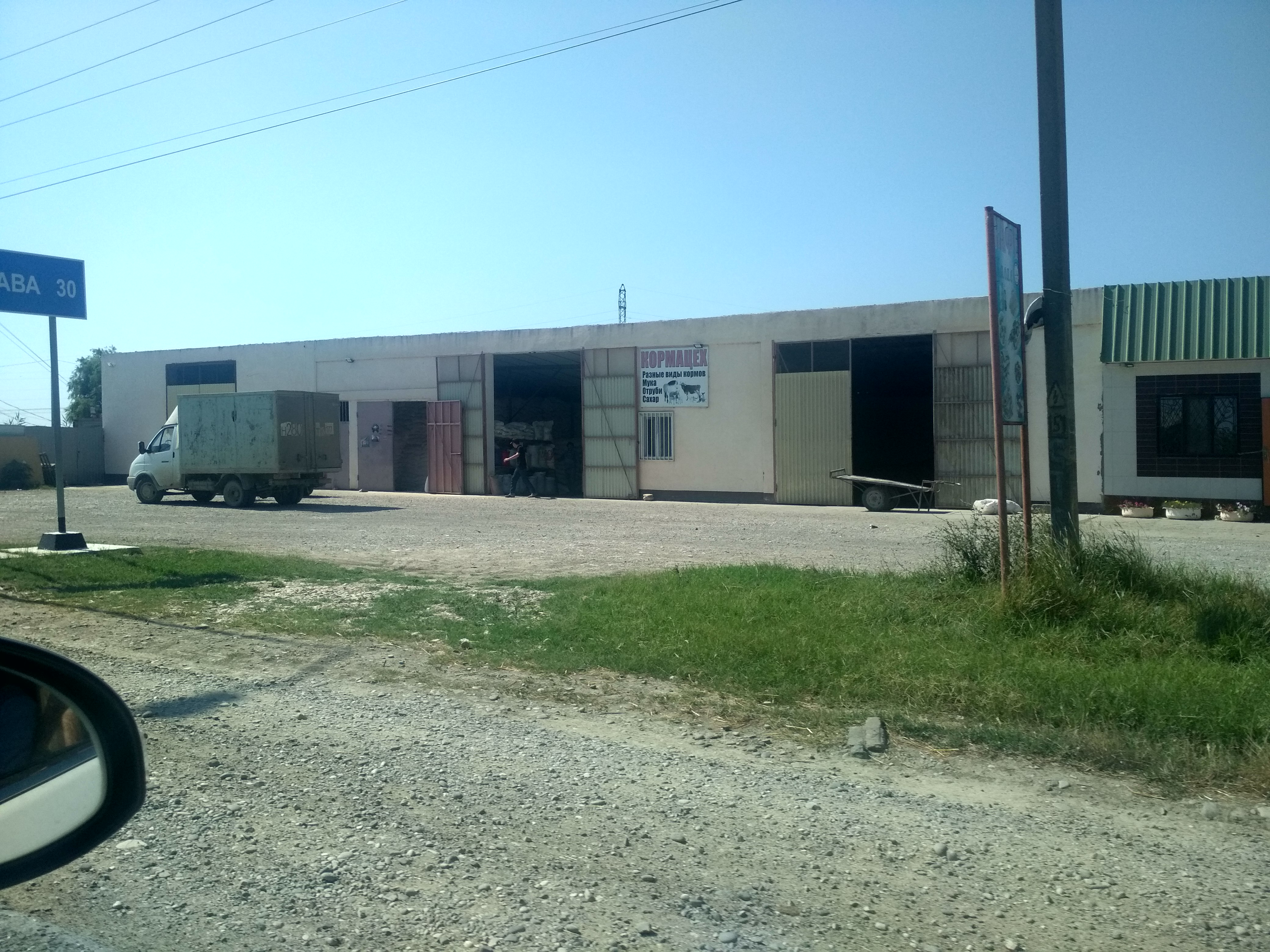
Окраина Бабаюрта

## История
Самая ранняя предполагаемая дата, связанная с селом и упоминаемая старожилами — 1760 год.
После событий в Старом Аксае, когда селение было разрушено царскими войсками, несколько семей из квартала Захавул Старого Аксая расселились на землях князя Капланова, на месте нынешнего Бабаюрта. Новый населённый пункт некоторое время носил название Захавул — по названию квартала выходцев из Старого Аксая. В течение 2-3 лет село начало разрастаться по мере прибытия туда новых жителей. Другим названием новообразованного селения, часто встречающимся на картах XIX века, было Капланово (кум. Къаплан-юрт, по имени владетельных князей).
Усилиями сельчан от реки Аксай для оросительных работ был прорыт канал, который назвали Захтатавул (теперь он называется Бабаюртовским каналом (Бабаюрт татавул)). Начали устанавливаться добрососедские отношения с жителями соседнего села Магомедов Мост (Мугьаммат Кёпюр), основание которого датируется также 1760 г. Иногда вновь прибывавшие из Старого Аксая полагали, что едут в селение Магомедов мост, так как для переселенцев из других кумыкских селений (таких как как, наряду со Старым Аксаем, Эндирей и Костек), в этом краю был известен лишь он.
Современный Бабаюрт образован на месте соединившихся селений Капланово и Магомедов-мост.
С 1780 по 1785 год дважды подвергался разрушению. В третий раз он был восстановлен и продолжает существовать по сей день с одним топонимом «Бабаюрт».

## Население
| 1889    | 1914    | 1926    | 1939    | 1959    | 1970    | 1979    |
| ------- | ------- | ------- | ------- | ------- | ------- | ------- |
| 395     | ↗767    | ↗780    | ↗1869   | ↗4919   | ↗7104   | ↗8046   |
| 1989    | 2002    | 2007    | 2010    | 2012    | 2013    | 2014    |
| ↗12 737 | ↗12 943 | ↗14 339 | ↗15 227 | ↗15 529 | ↗15 679 | ↗15 839 |
| 2015    | 2016    | 2017    | 2018    | 2019    | 2020    | 2021    |
| ↗15 984 | ↗16 130 | ↗16 149 | ↗16 193 | ↘16 131 | ↗16 165 | ↗18 039 |
| 2023    | 2024    | 2025    |         |         |         |         |
| ↗18 146 | ↗18 211 | ↗18 353 |         |         |         |         |

Этнически кумыкское село, в котором также проживало значительное количество русских, ногайцев и немцев. По оценке 2013 года в селе проживало 15 679 человек.

### Национальный состав
| Год переписи   | 1939        | 1939  | 2002        | 2002  | 2010        | 2010    | 2021        | 2021    |
| Национальность | Численность | %     | Численность | %     | Численность | %       | Численность | %       |
| -------------- | ----------- | ----- | ----------- | ----- | ----------- | ------- | ----------- | ------- |
| кумыки         | 1 000       | 53,5% | 8, 086      | 62,5% | 9 926       | 65,19 % | 13 135      | 72,81%  |
| русские        | 446         | 23,9% | 188         | 1,5 % | 175         | 1,15%   | 180         | 1,00%   |
| ногайцы        | 121         | 6,5%  | 1,594       | 12,3% | 1 655       | 10,87 % | 1 118       | 6,19 %  |
| немцы          | 105         | 5,6%  | 0           | 0%    | 0           | 0%      | 0           | 0%      |
| аварцы         | 29          | 1,6%  | 1,930       | 14,9% | 2 217       | 14,56 % | 2 317       | 12,84 % |
| чеченцы        | 25          | 1,3%  | 557         | 4,3%  | 513         | 3,37 %  | 494         | 2,74%   |
| даргинцы       | 14          | 0,7%  | 204         | 1,6 % | 293         | 1,92%   | 276         | 1,53%   |
| лезгины        | 9           | 0,5%  | 30          | 0,2%  | 165         | 1,08 %  | 38          | 0,21%   |
| прочие         | 120         | 6,4%  | 354         | 2,74% | 233         | 1,53%   | 1 469       | 8,15%   |
| Всего          | 1 869       | 100 % | 12 943      | 100 % | 15 227      | 100 %   | 18 039      | 100 %   |